# Deltorhinum batesi
Deltorhinum batesi là một loài bọ cánh cứng trong họ Bọ hung (Scarabaeidae).